# Exoprosopa pueblensis
Exoprosopa pueblensis är en tvåvingeart som beskrevs av Jaennicke 1867. Exoprosopa pueblensis ingår i släktet Exoprosopa och familjen svävflugor. Inga underarter finns listade i Catalogue of Life.